# Arcos Buenos Indijanci
Arcos Buenos Indijanci, ili 'dobri lukovi', uz Arcos Pordidos ('trule', gnjile') i Arcos Tirados ('duge' lukove), jedna su od 50 'nacija' Indijanaca što su živjela sjeverno od rijeke Rio Grande između granica Teksasa i Novog Meksika. Spominje ih španjolski dokument iz 1693. godine, a osim toga da su bili u ratu Apačima o njima ništa drugo nije poznato. 

## Vanjske poveznice
- Arcos Buenos, Arcos Pordidos, and Arcos Tirados Indians